# Paraje Altamirano
Paraje Altamirano är en ort i Mexiko, tillhörande kommunen Chalco i delstaten Mexiko. Paraje Altamirano ligger i den centrala delen av landet och tillhör Mexico Citys storstadsområde. Orten hade 118 invånare vid folkräkningen 2010.